# Diamante Vargas
O Diamante Vargas, descoberto no Brasil em 13 de agosto de 1938 (julho de 1938 segundo Ball & Kerr) por Joaquim Venâncio Tiago e Manoel Miguel Domingues, tinha 726,6 quilates (145,3 g) quando puxado para fora do solo. Vinte e nove diamantes menores foram esculpidos a partir do maior diamante bruto Vargas, incluindo o de 48,26 quilates (9,65 g) diamante lapidado em esmeralda denominado "Presidente Vargas", em homenagem ao ex-presidente brasileiro Getúlio Vargas.
O diamante está na posse de Harry Winston, uma joalheria de Nova York.